# Portrait de l'artiste Léopold Survage
Portrait de l'artiste Léopold Survage est un tableau réalisé par le peintre italien Amedeo Modigliani fin 1918 à Nice. Cette huile sur toile est un portrait de son ami Léopold Survage, un peintre russe. Elle est conservée au musée d'Art Ateneum, à Helsinki, en Finlande.
Un portrait par Modigliani de Germaine, l'épouse de Léopold Survage, se trouve au musée des Beaux-Arts de Nancy, à Nancy, en France.

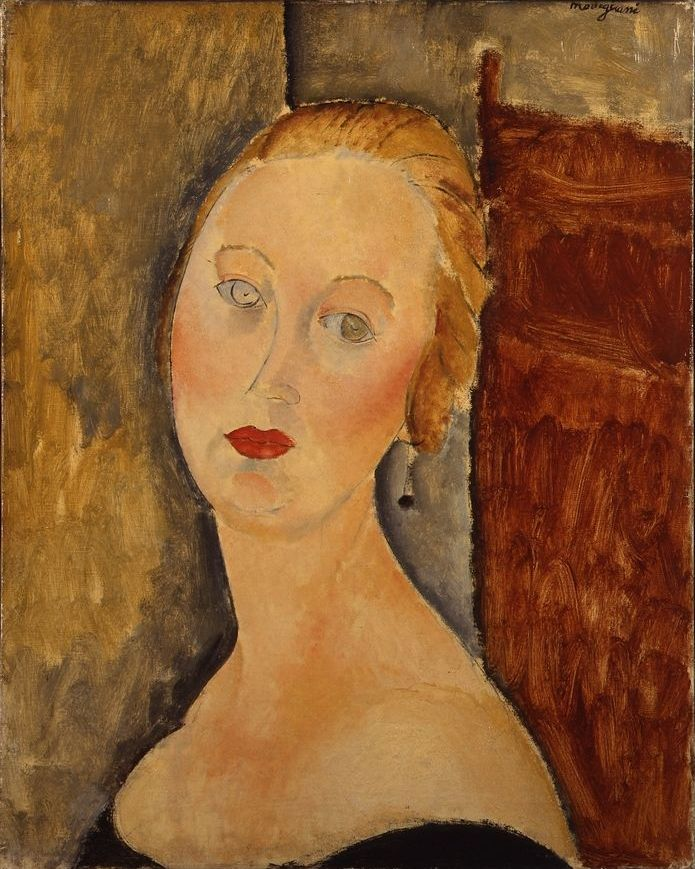
La Femme blonde, 1918 – Musée des Beaux-Arts de Nancy, Nancy.